# (9226) Arimahiroshi
(9226) Arimahiroshi est un astéroïde de la ceinture principale.

## Description
(9226) Arimahiroshi est un astéroïde de la ceinture principale. Il fut découvert le 12 janvier 1996 à Ōizumi par Takao Kobayashi. Il présente une orbite caractérisée par un demi-grand axe de 2,86 UA, une excentricité de 0,04 et une inclinaison de 3,3° par rapport à l'écliptique.

## Compléments